# Agentura Spojených států amerických pro mezinárodní rozvoj
Agentura Spojených států amerických pro mezinárodní rozvoj (anglicky: United States Agency for International Development, USAID), či Americká agentura pro mezinárodní rozvoj, je agentura federální vlády Spojených států amerických, zodpovědná primárně za administraci zahraniční civilní pomoci. Byla založena roku 1961 výkonným rozhodnutím prezidenta Johna F. Kennedyho za účelem realizace programů rozvojové pomoci v oblastech schválených Kongresem na základě zákona Foreign Assistance Act z roku 1961. USAID, jako nezávislá federální agentura, získává souhrnné zahraničně-politické směrnice od amerického Ministerstva zahraničních věcí a usiluje o „podání pomocné ruky lidem v zámoří, bojujícím za lepší život, za účelem zotavení z katastrof, či těm, kteří se snaží žít ve svobodné a demokratické zemi.“
Oficiální cíle USAID zahrnují poskytování „ekonomické, rozvojové a humanitární pomoci po celém světě na podporu amerických zahraničně-politických cílů.“ Agentura působí v subsaharské Africe, Asii, na Blízkém východě, v Latinské Americe a Karibiku, Evropě a Eurasii. K září 2012 se USAID stáhl z Ruska, kde působil dvě desetiletí, poté, co ruská vláda rozhodla zastavit jeho programy v zemi. 1. května 2013 byla USAID vykázána z Bolívie, kde byla obviněna z politického vměšování.
V lednu 2025 prezident Donald Trump nařídil téměř úplné zmrazení veškeré zahraniční pomoci. O několik dní později ministr zahraničí vydal výjimku pro humanitární pomoc. Navzdory výjimce bylo stále mnoho nejasností ohledně toho, co mají agentury dělat. V únoru 2025 ale federální soud opakovaně rozhodl, že vyplácení schválené zahraniční pomoci musí být obnoveno. Rozsudky potvrdil i Nejvyšší soud.